# 東町郵便局
東町郵便局（ひがしまちゆうびんきょく）
- 沖縄県那覇市にある郵便局。本記事にて記述する。

東町簡易郵便局（ひがしまちかんいゆうびんきょく）
- 福岡県みやま市にある簡易郵便局。局番号は74843。

東町郵便局（ひがしまちゆうびんきょく）は、沖縄県那覇市にある郵便局。民営化前の分類では無集配特定郵便局であった。

## 概要
住所：〒900-0034　沖縄県那覇市東町26-29
「日本郵政グループ那覇ビル」に隣接して設置されている。「日本郵政グループ那覇ビル」は、旧郵政省沖縄郵政管理事務所、総務省沖縄総合通信事務所（情報通信部門のみ現在も存続）、旧日本郵政公社沖縄事務所、同沖縄支社を経て、民営化以後は郵便局株式会社（現・日本郵便株式会社）が建物所有者となり、同社沖縄支社・沖縄監査室・那覇共通事務集約センター、ゆうちょ銀行沖縄エリア本部が引き続き入居している。
なお、ゆうちょ銀行那覇支店は美栄橋郵便局内に、ゆうちょ銀行沖縄地域センター及びかんぽ生命保険沖縄エリア本部・那覇支店は那覇中央郵便局内にある。
また、発足以来入居していた総務省沖縄総合通信事務所は、2012年（平成24年）7月1日にカフーナ旭橋へ移転した。

## 沿革
- 1975年（昭和50年）9月8日 - 郵政管理事務所内郵便局として、那覇市東町に開局[1]。
- 1984年（昭和59年）7月2日 - 郵便振替の小切手払の取扱を開始。
- 1991年（平成3年）7月22日 - 東町郵便局に改称。
- 2007年（平成19年）10月1日 - 民営化。
- 2012年（平成24年）10月1日 - 日本郵便株式会社発足。

## 取扱内容
- 郵便、印紙、ゆうパック
- 貯金、為替、振替、振込、国際送金、国債
- 生命保険、バイク自賠責保険
- ゆうちょ銀行ATM

## 周辺
- KDDI沖縄
- 那覇ふ頭フェリーターミナル
- 国道58号
- 国道390号

## アクセス
- 沖縄都市モノレール線（ゆいレール） 旭橋駅から徒歩6分
- 那覇バス 旭橋駅前停留所下車
- 沖縄自動車道 那覇ICから西へ約5.5km
- 駐車場あり：6台